# Кетш
Кетш (пол. Kietrz, чеськ. Ketř, нім. Katscher — Качер) — місто в південно-західній Польщі, на річці Троя.
Належить до Глубчицького повіту Опольського воєводства.

## Демографія
Демографічна структура станом на 31 березня 2011 року:
|          | Загалом | Допрацездатний вік | Працездатний вік | Постпрацездатний вік |
| -------- | ------- | ------------------ | ---------------- | -------------------- |
| Чоловіки | 2991    | 572                | 2092             | 327                  |
| Жінки    | 3312    | 558                | 1948             | 806                  |
| Разом    | 6303    | 1130               | 4040             | 1133                 |